# White Gallery
White Gallery je prezentační prostor a depozitář uměleckých děl v obci Osík u Svitav.

## Popis

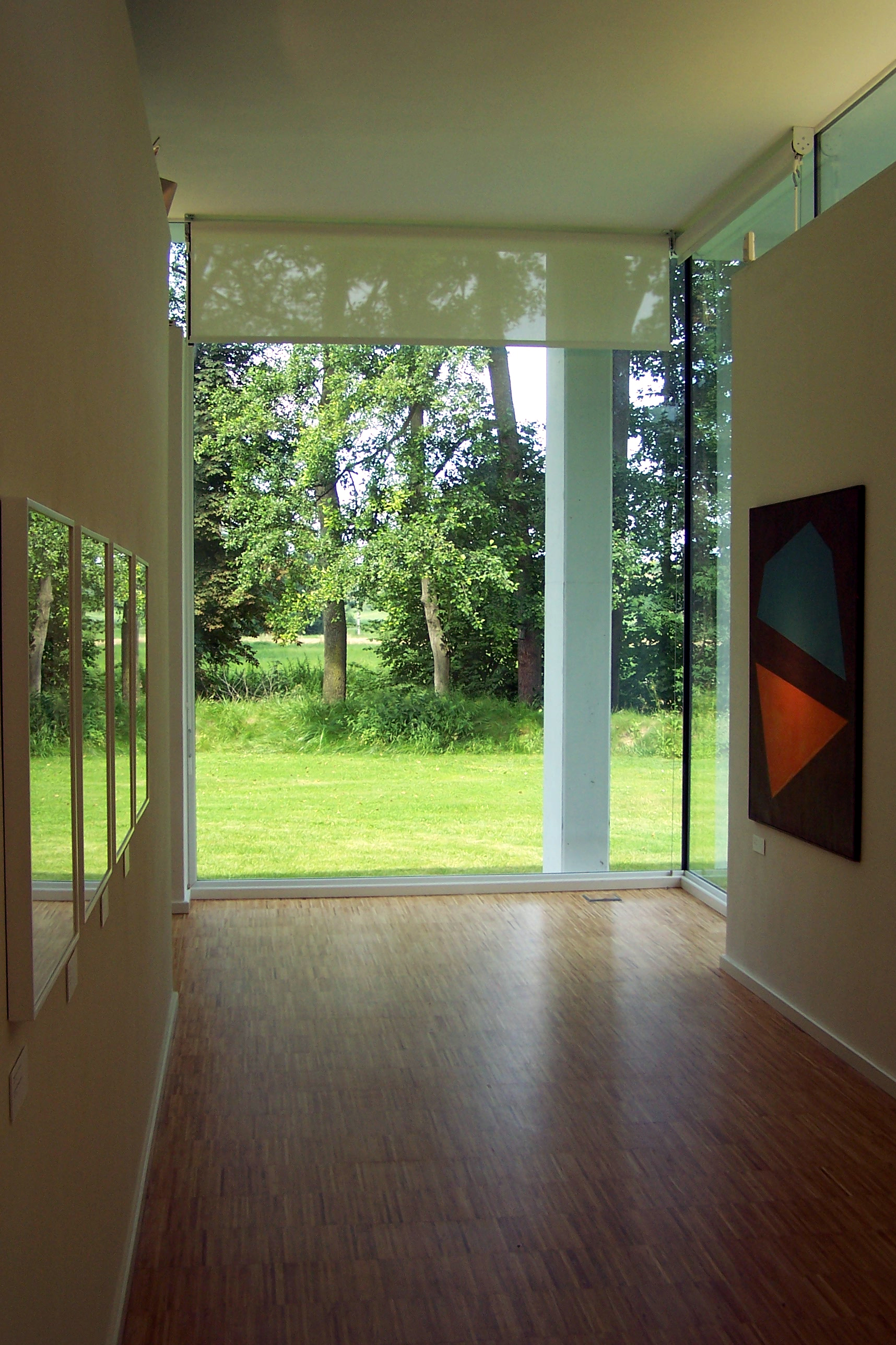
White Gallery – výstavní prostor

K uctění památky uměleckého odkazu malířky a grafičky Ludmily Jandové byl poblíž rodinného domu vybudován depozitář kombinovaný s prezentačním prostorem. Moderní bílá přísně geometrická stavba galerie ze skla a železobetonu je zasazena do přírodního zákoutí v zákrutu říčky Desné na okraji vsi. Vzrostlá hustá zeleň lemující břehy vodního toku ohraničuje pozemek a zároveň této komorní stavbě tvoří kulisu. Stavba vznikla v roce 2010 především za účelem uložení celoživotního výtvarného díla umělkyně, která v Osíku trvale žila a tvořila; mimo něj jsou zde deponovány obsáhlé sbírky grafických listů od více než 300 autorů, s nimiž byla Ludmila Jandová v kontaktu. Na tvorbě koncepce, jež vychází z řešení „domu v domě“, se podílel široký tým expertů v čele s architekty Jiřím Krejčíkem a Markem Tichým. 
Galerie pro maminku a její sbírku obrazů a grafiky připomíná jakýsi ultramoderní sloupový antický chrámek. Minimalistická stavba je odkazem klasiků funkcionalismu, neoplasticismu a neofunkcionalismu F. L. Wrighta, Miese van der Rohe, Gerrita Rietvelda či Richarda Meiera.